# Marceli Dzwonowski
Marceli Dzwonowski herbu Prawdzic – cześnik gostyniński w 1765 roku, cześnik wiski już w 1764 roku, sędzia kapturowy ziemi sanockiej w 1764 roku.